# Manuel Núñez Carapeto
Manuel Nuñez Carapeto (Olivenza, Extremadura, 21 de enero de 1959), conocido como Manu Núñez, ex futbolista español que jugaba como lateral derecho.
Es el futbolista del Real Murcia con más partidos jugados en Primera División (131), en los que anotó un gol el día de su debut frente a la Real Sociedad el 3 de septiembre de 1983.

## Trayectoria
A pesar de haber nacido en Olivenza, se crio en la localidad vizcaína de Durango. Se inició como futbolista en las categorías inferiores de la Cultural Durango, donde llegó a categoría juvenil.Su carrera profesional comenzó en 1978 en las filas del Sestao Sport Club de Segunda B, hasta que en el año 1982 fichó por el Real Murcia de Segunda División. En el equipo murciano consiguió dos ascensos a Primera División en el año 1983 y 1986.
En verano de 1988 fichó por el Athletic Club, que pagó once millones de pesetas.Sin embargo, Howard Kendall no contó con él y fue el segundo defensa menos utilizado. El técnico inglés apostó por Lakabeg y Alkorta en los laterales e, incluso, trajo a Estíbariz en enero. Núñez sólo jugó nueve encuentros, cinco como titular, entre septiembre y enero. En su segunda temporada en el club ni siquiera llegó a jugar. Así pues regresó al Real Murcia en 1990. Tras un año como titular, se marchó al CD Roldán en 1991. Se retiró en 1994 tras pasar sus dos últimas temporadas jugando en el CD Cieza.
Durante su carrera deportiva disputó 131 partidos en Primera División con el Real Murcia, récord en el club. Su único gol en Primera División lo anotó en su partido de debut en la competición, el 3 de septiembre de 1983, que acabó en victoria por 3 a 1 ante la Real Sociedad.

## Clubes
| Club          | País   | Año       |
| ------------- | ------ | --------- |
| Sestao        | España | 1978-1982 |
| Real Murcia   | España | 1982-1988 |
| Athletic Club | España | 1988-1990 |
| Real Murcia   | España | 1990-1991 |
| CD Roldán     | España | 1991-1992 |
| CD Cieza      | España | 1992-1994 |